# Internacional Comunista
A Internacional Comunista (do inglês Communist International) (Comintern) ou (Komintern) (do alemão Kommunistische Internationale), também conhecida como Terceira Internacional, foi uma organização política fundada por Lenin internacional que existiu de 1919 a 1943 e defendia o comunismo mundial. Era liderada e controlada pelo Partido Comunista da União Soviética, e mantinha condições rigorosas de filiação visando excluir os partidos social-democratas e socialistas mais moderados ou não marxistas. A organização foi concebida como uma substituta da Segunda Internacional, que se dissolvera em 1916 durante a Primeira Guerra Mundial.
A organização realizou sete Congressos Mundiais em Moscou entre 1919 e 1935. Durante esse período, também conduziu treze Plenárias Ampliadas de seu Comitê Executivo dirigente, que cumpriam funções semelhantes às dos Congressos, embora fossem menos numerosos e grandiosos. Inicialmente, a organização concentrou-se no apoio a atividades revolucionárias na Europa, especialmente na Alemanha, e decidiu em seu Segundo Congresso, em 1920, "lutar por todos os meios disponíveis, inclusive pela força armada, pela derrubada da burguesia internacional e pela criação de uma república soviética internacional como etapa de transição para a completa abolição do Estado". Durante a década de 1920, a Comintern tornou-se um campo de batalha para disputas internas soviéticas, como a luta entre Leon Trótski e Josef Stalin sobre a questão do "socialismo em um só país", que acabou com a expulsão de Trótski em 1927. A partir de então, a organização ficou amplamente sob a direção de Stalin.
A partir de 1928, a Comintern adotou a política do "Terceiro Período", que pregava a não cooperação com os sociais-democratas na luta contra o fascismo, passando a denunciar a social-democracia como "socialfascismo". Com a ascensão do Partido Nacional-Socialista ao poder na Alemanha Nazi, em 1933, essa política foi revertida em favor da colaboração com socialistas em "frentes populares" contra o fascismo. Com a eclosão da Segunda Guerra Mundial, em 1939, a Comintern passou a condenar ambos os lados como imperialistas, mas, após a invasão da União Soviética pela Alemanha em 1941, passou a apoiar os Aliados — dos quais os soviéticos então faziam parte — contra o Eixo. Em 1943, Stalin dissolveu a Comintern para evitar antagonizar seus aliados de guerra, e a organização foi sucedida em parte pelo Cominform, em 1947.

## Antecedentes
Como já recordava o preâmbulo dos primeiros Estatutos da Internacional Comunista, os antecedentes da organização remontavam à Associação Internacional dos Trabalhadores fundada por Karl Marx e Friedrich Engels, em Londres, no ano de 1864, quando, pela primeira vez na história, se reuniram militantes de diferentes países.
Depois da desaparição da Primeira Internacional em 1876, Friedrich Engels promoveu a criação de uma Segunda Internacional, em Paris (1889), que reuniu partidos socialistas, social-democratas e trabalhistas.
Com o começo da Primeira Guerra Mundial se produz a cisão da Segunda Internacional entre socialistas reformistas e revolucionários, apoiando, os primeiros, seus respectivos governos nacionais na declaração de guerra, e os segundos, propondo o derrotismo revolucionário.

Os grupos socialistas revolucionários realizaram a Conferência de Zimmerwald, em setembro de 1915, e a Conferência de Kienthal, em abril de 1916, ambas na Suíça, estabelecendo-se nestes encontros a base programática da Terceira Internacional. Esta foi criada em março de 1919, em Petrogrado, para romper definitivamente com os elementos reformistas, que, na opinião dos socialistas revolucionários, haviam traído a classe trabalhadora e provocado o colapso da Segunda Internacional.

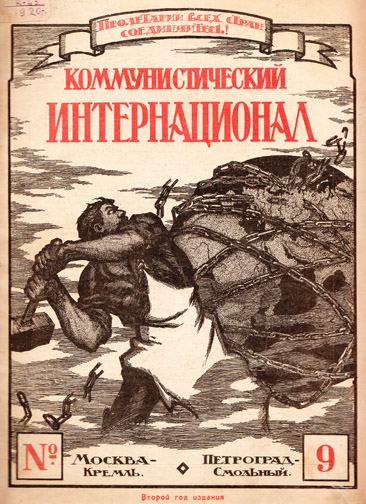
A Internacional Comunista publicou uma revista teórica em uma variedade de línguas europeias de 1919 a 1943

## História
A Internacional Comunista realizou sete Congressos Mundiais:

### Do I ao IV Congresso Mundial
- O I Congresso Mundial da Internacional Comunista teve lugar em Moscovo, entre 2 de março e 6 de março de 1919. O congresso de fundação realizou-se sobre o pano de fundo da Guerra Civil na Rússia, com o regime soviético sendo submetido ao bloqueio das potências europeias, razão para o número relativamente pequeno de participantes e para o caráter improvisado do evento e da própria organização: estiveram presentes 52 delegados, representando 34 partidos.[6] Estes decidiram pela constituição de um Comitê Executivo, composto de representantes das seções mais importantes, o qual elegeria um birô de 5 membros para cuidar dos assuntos de rotina administrativa e de casos urgentes entre os congressos. Como este birô não foi constituído, três líderes do comunismo soviético - Lenin, Trotsky e o médico socialista romeno de etnia búlgara Christian Rakovsky - delegaram a tarefa de gerenciar a Internacional ao judeu Grigori Zinoviev, como Secretário do Comitê Executivo. Zinoviev foi assistido por Angélica Balabanoff, Secretária da Internacional, pelo ex-anarquista russo-belga (e escritor de expressão francesa) Victor L. Kibaltchitch, conhecido como Victor Serge, e por Victor Ossipovitch Mazin.[7] Este congresso ocupou-se basicamente das diferenças entre a "democracia burguesa e a ditadura do proletariado" e da necessidade de difundir o sistema de Sovietes.
- O II Congresso Mundial da Internacional Comunista se reuniu em Moscou, entre o 19 de julho e o 7 de agosto de 1920. Neste congresso se insiste na necessidade de propagar o sistema de Sovietes, e devido à existência de numerosas organizações social-democratas que solicitavam entrada, para evitar a diluição do programa comunista, foram estabelecidas as 21 condições para a adesão à I.C. (entre estas, notadamente, a disposição a realizar trabalho político tanto de forma legal quanto clandestina) e aprovados seus primeiros Estatutos.
- O III Congresso Mundial da Internacional Comunista se celebrou entre 22 de junho e 12 de julho de 1921, em Moscou. Nele, foram combatidas as posturas ultra-esquerdistas de alguns partidos comunistas, como o KPD alemão, e assumindo-se que a situação mundial havia mudado, resolveu-se que os comunistas deveriam trabalhar politicamente, sob certas condições, com os partidos social-democratas nas chamadas "frentes únicas". Também se tratou da importância de incorporar às mulheres trabalhadoras no movimento comunista.

- O IV Congresso Mundial da Internacional Comunista teve lugar em Moscou, entre 30 de novembro e 5 de dezembro de 1922, ocupando-se com as tácticas da "frente única", tratando da situação dos negros, assim como do trabalho dos comunistas nos sindicatos. Também se aborda a situação dos comunistas na Ásia e no Pacífico.

As organizações trotskistas até hoje só reconhecem, quanto ao seu próprio programa político, a validade destes quatro primeiros congressos (Trotsky chegaria a participar ativamente do V Congresso, mas já numa posição secundária; suas mais importantes comunicações ao Comintern estão na sua antologia, Os Primeiros Cinco anos da Internacional Comunista).

### do V ao VII Congresso Mundial
- O V Congresso Mundial da Internacional Comunista foi celebrado em Moscou entre junho e julho de 1924. Marcado pelo fracasso da revolução na Alemanha, e pela ascensão de Stalin ao poder na União Soviética, sob a consigna do "Socialismo em um só país", adotou novos estatutos com os quais começa a chamada "bolchevização" (ou russificação) da Internacional Comunista e dos partidos membros.

No verão de 1926 foi extinta a Presidência do CEIC, perdendo Zinoviev - que entrementes havia-se indisposto com Stalin - a direcção da Komintern. Foi eleito Nikolai Bukharin para sucedê-lo como secretário-geral do CEIC.
- O VI Congresso Mundial da Internacional Comunista teve lugar entre julho e setembro de 1928 em Moscou. No novo contexto do começo da grave crise económica se aprova o slogan ultraesquerdista de "classe contra classe" que oficializa o começo do chamado "Terceiro Período", propondo-se a oposição irreconciliável entre comunistas e social-democratas. Aprova-se também o novo Programa da Internacional Comunista.

Em abril de 1929 Bukharin, alijado da liderança soviética, viu-se obrigado a se demitir de seu cargo. Para substituí-lo à frente do CEIC, foi eleito em 1934 o comunista búlgaro Georgi Dimitrov, que dirigiria a Internacional Comunista até a sua dissolução.
- O VII Congresso Mundial da Internacional Comunista se reuniu em agosto de 1935 em Moscou. Depois da ascensão dos fascismos, e do fracasso da política ultraesquerdista aprovada no anterior congresso, passou-se à política de Frentes Populares.

Os partidos e organizações stalinistas e maoístas reconhecem a totalidade destes sete congressos.

### Dissolução da Internacional Comunista
Em 15 de maio de 1943, seis meses antes de ser celebrada a Conferência de Teerã, o Presidium do comitê executivo da Internacional Comunista, "tendo em conta a maturidade dos partidos comunistas" nacionais, a necessidade de dar mais independência aos mesmos, e para evitar os temores dos países capitalistas aliados, decidiu dissolver a Internacional Comunista.
Em 1947 foi criada a Kominform (Oficina de Informação Comunista) como substituta da Komintern, que reunia os Partidos Comunistas de Bulgária, Checoslováquia, França, Hungria, Itália, Polônia, a União Soviética e Iugoslávia. Foi dissolvida em 1956.
Embora carecessem de uma organização internacional, os diferentes Partidos Comunistas seguiam as diretrizes do Partido Comunista da União Soviética com o qual mantinham encontros periódicos.

## Organizações associadas
Sob a tutela da Internacional Comunista, criaram-se várias organizações internacionais, tais como:
- Internacional Sindical Vermelha (Profintern)
- Internacional da Juventude Comunista
- Socorro Vermelho Internacional (MOPR)
- Internacional Camponesa (Krestintern)
- Internacional Desportiva Vermelha (Sportintern)